# Marjus Dam
Marjus Dam (født 13. december 1955 i Tórshavn) er en færøsk læge og politiker (SB). Han har været kommunelæge med base i Miðvágur siden 1992. Han sad i Lagtinget, indvalgt fra Vágar, fra 1998 til 2008. Han mødt fast på Lagtinget som suppleant for Rosa Samuelsen fra 30. september 2008 frem til valget i 2011.
Fra 1998-2002 var han næstformand i Lagtingets velfærdsudvalg. 